# Conclaaf van 1334
Het conclaaf van 1334 volgde op de dood van paus Johannes XXII op 4 december 1334 en was het eerste conclaaf dat plaatsvond in Avignon.

## Voorgeschiedenis
Ondanks de belofte tijdens het conclaaf van 1314-1316 om het pauselijk hof terug te laten keren naar Rome, besloot Johannes XII met zijn gevolg in Avignon te blijven. Hij werd er door zijn tegenstanders van beschuldigd van daaruit zijn politiek van nepotisme en simonie voort te zetten. Robert van Napels, aan wie Johannes XXII voor een belangrijk deel zijn benoeming tot paus te danken had, werd door hem benoemd tot rijksvicaris van Italië.
Met Lodewijk de Beier ontstond een conflict over de opvolgingskwestie van het keizerschap van het Heilige Roomse Rijk, waarop Johannes besloot hem te excommuniceren. Hierop trok Lodewijk met zijn troepen Rome binnen en liet zich daar door een bisschop tot keizer zalven. Op 12 mei 1328 werd Johannes XXII door de keizer afgezet en werd Pietro Rainalducci gekozen tot de nieuwe paus: de tegenpaus Nicolaas V. De steun aan Nicolaas V was echter zo gering, dat hij op 25 juli 1330 besloot zich te onderwerpen aan de macht van Johannes XXII.
Met de dood van Johannes XXII werd een periode afgesloten, die door tijdgenoten omschreven werd als oriëntatieloos.

## Conclaaf
Het conclaaf vond plaats in het bisschoppelijk paleis te Avignon. Evenals bij de verkiezing in 1314-1316 werd het kiescollege gedomineerd door Franse kardinalen. Van de 26 kardinalen die Johannes tijdens zijn pontificaat had gecreëerd waren er 21 van Franse afkomst. Hieronder bevonden zich 7 kardinalen die hun benoeming aan hun familierelatie tot de paus te danken hadden.
De eerste keuze van de kardinalen viel op Jean-Raymond Comminges. Deze weigerde echter het pausschap, waarna de stemming zich al snel richtte op de vrij onbekende Franse kardinaal Jacques Fournier. Op 20 december 1334 werd hij tot paus gekozen en nam daarbij de naam Benedictus XII aan. Op 8 januari 1335 vond de kroning plaats te Avignon en werd uitgevoerd door kardinaal-protodiaken Napoleone Orsini.

## Nasleep
Na zijn verkiezing gaf Benedictus aan terug te willen keren naar Rome. Onder druk van de kardinalen werd hij daarvan weerhouden, omdat zij meenden dat de situatie in Rome te zorgelijk was. Ook het voorstel om het pauselijk hof dan in Bologna te vestigen werd voorkomen, waarna Benedictus XII definitief besloot in Avignon te blijven. Daar gaf hij de opdracht voor de bouw van het pauselijk paleis.